# Vitis californica
Espèce
Classification APG III (2009)
Vitis californica est une espèce de plante de la famille des Vitaceae.